# Арджунаварман I
Арджунаварман I — індійський правитель Малави з династії Парамара.

## Правління
Успадкував владу від свого батька Субхатавармана. 1210 року він вторгся до володінь Чаулук'їв, перемігши Джаянтасімху в гірській долині Парва (можливо, Павагадх), після чого сплюндрував весь Гуджарат. Письменник XIV століття Мерутунга називав Арджунавармана руйнівником Гуджарату.
Напис із Бхопала вказує на те, що він досяг Бхаруча в 1213 році. Пізніше Джаянтасімха Чаулук'я уклав з Парамара мир віддавши заміж за Арджунавармана свою дочку. Невдовзі почав боротьбу зарегіон Лата(південний Гуджарат) з Сінгханою II, магарджею Сеунів. В першій кампанії війська Парамара здобули перемогу, а в другій — зазнали поразки йвтратили Лата.
1215 року прийшов на допомогу своєму тестеві — Віра Балалі II, землі якого атакував Сінгхана II, проте зазнав тяжкої поразки. Напис Тілуваллі говорить, що Сімгана упокорив володаря Малви. Помер1218 року. Йому спадкував представник іншої гілки династії — Девапала.